# Артемиса (провинция)
Артемиса е провинция на Куба разположена в западната част на страната. Тя е една от новите провинции формирана на 1 август 2010 г. Населението ѝ е 513 141 жители (по приблизителна оценка от декември 2019 г.), а площта е 4003 кв. км. Столица ѝ е едноименния град Артемиса. Телефонният ѝ код е +53 – 47. Най-високата точка е 699 м н.в.